# 可穿戴式智能產品
可穿戴式電腦（英語：Wearable computer）為可穿戴於身上外出進行活動的微型电子设备。這种电脑由輕巧的裝置構成、利用像手錶的小機械電子零件組成，來達成像頭戴式顯示器（HMD）的效果，使得电脑更具便携性。目前已出现了將衣服與電腦進行結合的研究，这类技术已经开发来支持通用或特殊目的的信息技术和媒体发展。穿戴式电脑对于不需要复杂運算支持的应用非常有用。
可穿戴式设备主要特征之一是持续性，在電腦和用户之间要保持稳定交互，比如，设备不需要主动打开或关闭。其他特征还有多任务运行能力，使用这种设备時不用停止你正在做的事情，它是被增强到其他动作上的。这些设备可以与用户像假肢一样結合。因此，它可以成为用户大脑或身体的延伸。
在移动计算、环境、普适计算研究组织中，很多主题经常与可穿戴相关，包括電源管理、散热片、软件架构、无线和區域網路。例如国际可穿戴计算机研讨会是以可穿戴式电脑为主题的长期学术会议。
以個人電腦為理念，穿戴式電腦具有作為終端與使用者進行直接聯繫的重大意義。手表型電腦與PDA、小型電腦、隨身通信裝置、感應裝置（相機、GPS等接收裝置）等不勝枚舉的多樣化、廣泛圍研究正在進行與提出中。但是如同頭戴式顯示器一樣，由於在室外使用時會因為外觀及使用上較為奇特，因此在實用與普及上有許多課題需要克服。
其它還有高度機能化的手機、掌上型遊戲機、IC卡等廣義上也能稱作穿戴式電腦的一種。

## 应用领域

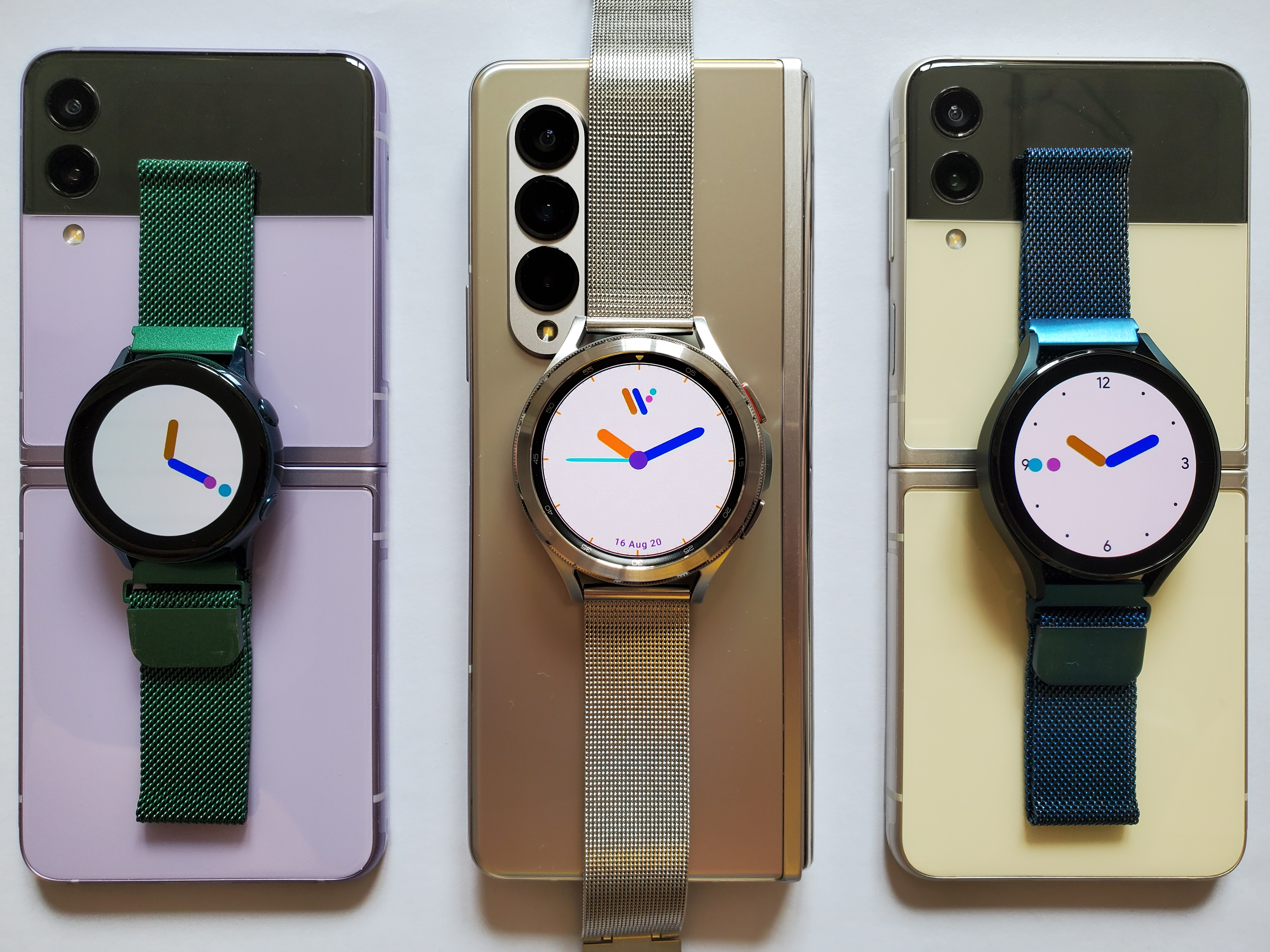
智能手机 与 智能手表

可穿戴式计算机起初被设计和应用到以下方面：
- 行为建模（英语：behavioral modeling）
- 健康中心检测系统（health care monitoring systems）
- 服务管理（英语：service management）
- 移动电话
- 智能手机
- 智能手表
- 智能眼鏡
- 电子纺织品（英语：electronic textile）
- 时尚设计
- 其它

今天，可穿戴式计算机仍然是活跃的研究主题，涉及用户界面设计、虚拟现实、模式识别等等。利用可穿戴式计算技术来辅助残疾和帮助老年人的应用正在稳步擴大。

## 商業化

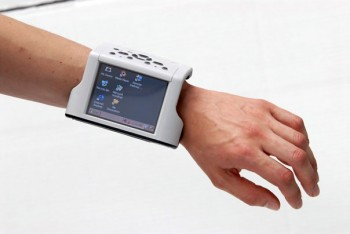
Image of the ZYPAD wrist wearable computer from Arcom Control Systems

如果要量產穿戴式電腦，有幾項技術性問題需要克服。

### 硬體
顯示裝置的小型化與輸入裝置、省電CPU、高耐久的電源、價錢等開發。

### 實用技術
若只是將電腦穿戴在身上，與將迷你電腦拿著走沒太大的差別，所以需要有平常就必須把電腦戴在身上才能發揮作用的實用技術。這邊提出的提案可粗分為3大項：
1. 提供使用者即時的情報：如道路導引、可根據人臉來記錄相關事件、提供周邊情報等。
2. 紀錄使用者狀態：如行動記錄、健康管理等。
3. 與外部電腦進行連結：在有工作站的環境下，可架設能讓使用者查詢該建築物中其他使用者資訊的系統。

## 外部連結
- The next smartphone[永久]
- A brief history of wearable computing（页面存档备份，存于）
- Wearable Computing Laboratory, University of South Australia
- Wearable Computing Laboratory, ETH Zurich
- WearIT@work: a large European research project on wearable computing at work （页面存档备份，存于）
- IEEE International Symposium on Wearable Computers (Academic Conference) （页面存档备份，存于）
- The Tummy PC: A Practical Wearable Computer
- Wearable Computers for the Emergency Services, University of Birmingham, United Kingdom
- 智慧型穿戴裝置－市場趨勢與應用分析 （页面存档备份，存于）